# Daniel (prorok)
Daniel je ime starozavjetnog proroka, koji je autor istoimene biblijske knjige.
Daniel (rođen: vjerojatno 623. pr. Kr., a umro je nekoliko godina nakon 539. pr. Kr.) je pisac i prorok, koji je postao savjetnik babilonskom vladaru Nabukodonozoru II. Njegovo ime znači "Bog je moj sudac". Knjiga proroka Daniela završena je 536. g. pr. Kr. Svoje rane dane, Daniel je proveo u Kraljevstvu Juda. Zatim je kao tinejdžerski knez, zajedno sa svojim plemićkim prijateljima bio odveden u Babilon da doživi i pad te treće svjetske sile biblijske povijesti. Daniel je preživio, da služi kao vladin službenik u četvrtoj svjetskoj sili Medo-Perziji. Živio je oko devedeset godina. Daniel dolazi u Babilon 605. pr. Kr. zajedno sa zarobljenim Židovima. Sveto posuđe iz hrama u Jeruzalemu također je odnešeno, da bi bilo pohranjeno u poganskoj riznici. Daniel i trojica njegovih hebrejskih drugova su među kraljevskim mladićima Jude koji su bili izabrani za trogodišnji tečaj školovanja u kraljevskoj palači. Nabukodonozor II. postavlja tu četvoricu kao savjetnike. Posljednji redak 1. poglavlja, koji je mogao biti dodan mnogo vremena nakon što je prethodni dio bio napisan, ukazuje da je Daniel još uvijek bio u kraljevskoj službi 66 godina nakon svog odlaska u izgnanstvo, što bi bilo oko 539. pr. Kr.
Židovi su uključili njegovu knjigu u Spise, a ne u Proroke. Danielova knjiga ima dva dijela. Prvi dio, poglavlja 1. do 6. u kronološkom redu iznose iskustva Daniela i njegovih prijatelja iz vladine službe od 617. do 538. g. pr. Kr. Drugi dio, koji obuhvaća poglavlja 7. do 12. napisao je u prvom licu sam Daniel kao zapisivač i opisuje viđenja, koja mu je Bog dao i razgovore s anđelima koje je imao od oko 553. do oko 536. g. pr. Kr. 
Spomendan mu se slavi 21. srpnja.

## Unutarnje poveznice
- Daniel (knjiga)